# Royston
Rosyston kisváros az Egyesült Királyságban, Angliában, Hertfordshire megyében. Stevenagetől északkeletre, az A10-es út mentén. A megye legészakibb települése, lakosainak száma 14570 fő. Ma főleg a könnyűipar jellemző a városra.

## Története
A város két római út, az Ermine Street és a Icknield Way kereszteződésében jött létre, nevét később egy útmenti kereszt után kapta, amit Lady Roysia állíttatott fel. A városban a középkorban két leprakórház is működött egy kolostor mellett.
Az 1600-as évek elején I. Jakab kibérelt itt egy házat vadászati célokra, majd maga is építtetett egy vadászházat. Az eredeti épületből mára csak két nagy kémény maradt. 1742-ben, a két római út kereszteződése alatt felfedeztek egy ember készítette barlangot, a Royston Cave-et. A barlang falain vésetek láthatóak, amik Szent Kristófot és a keresztrefeszítést ábrázolják. A barlang célja, és létrehozásának ideje nem ismert.
A város történetét a Royston Museum mutatja be, és emellett egy késő-19. századi kerámia- és üveggyűjtemény is látható.
2007 óta minden évben megrendezik a Roystoni Művészeti Fesztivált.

## Fordítás
Ez a szócikk részben vagy egészben  a   Royston, Hertfordshire című angol Wikipédia-szócikk ezen változatának fordításán alapul.  Az eredeti cikk szerkesztőit annak laptörténete sorolja fel. Ez a jelzés csupán a megfogalmazás eredetét és a szerzői jogokat jelzi, nem szolgál a cikkben szereplő információk forrásmegjelöléseként.